# Джин Вігмор
Вірджинія Клер «Джин» Вігмор (англ. Virginia Claire "Gin" Wigmore; нар. 6 червня 1986, Окленд, Нова Зеландія) — новозеландська співачка і гітаристка. Найбільшу популярність здобула завдяки пісні «Brother», яка протрималася 11 тижнів на першому місці в чарті RIANZ. У 2009 році випустила дебютний альбом «Holy Smoke», який став тричі платиновим в Новій Зеландії і відкриттям року в США. 7 листопада 2011 року випустила свій другий студійний альбом «Gravel and Wine». Володарка 5 премій New Zealand Music Awards.

## Біографія
Свою першу пісню «Angelfire», Вігмор написала в 14 років, натхненна альбомом Девіда Грея White Ladder. Два роки по тому від раку помер її батько, і Вігмор перестала писати пісні. Вона за програмою обміну поїхала в Аргентину, де викладала в дитячому саду. Повернувшись у Нову Зеландію, Вігмор написала пісню Hallelujah, яку присвятила своєму батькові. Джин отримала Гран-прі в конкурсі International Songwriting Competition в підлітковій номінації з піснею «Angelfire», а її пісня «Hallelujah» звучала у шостому сезоні серіалу «Пагорб одного дерева».

### Кар'єра
У 2009 році Вігмор випустила свій дебютний повноформатний альбом Holy Smoke, записаний спільно з Райаном Адамсом і його групою «The Cardinals», а сингл з альбому «Oh My» дебютував 24 серпня 2009 року на 21-му місці в чарті Zealand Singles Chart. Три інших сингли були випущені в 2010 році: «I Do», «Hey Ho» і «Too Late For Lovers».

### Особисте життя
У Вігмор є старший брат Оллі і сестра Люсі. У 2004 році її сестра стала учасником американського конкурсу написання пісень (англ. International Songwriting Competition) і стала наймолодшим автором, який отримав Гран-Прі в історії конкурсу. У 2014 році вийшла заміж за вокаліста групи Letlive Джейсона Батлера.

## Тури
- Holy Smoke Tour (2010)
- The Grave Train National Tour (2010)
- Gin Wigmore (2011)
- The Winery Tour (2012)
- Gravel and Wine Tour (2012)

## Дискографія

### Студійні альбоми
| Рік  | Назва                                                                                        | Чарт NZ | Сертифікації    |
| ---- | -------------------------------------------------------------------------------------------- | ------- | --------------- |
| 2009 | Holy Smoke - Реліз: 25 вересня - Лейбл: Universal - Формат: Digital download, CD             | 1       | NZ: 4× Platinum |
| 2011 | Gravel & Wine - Реліз: 7 листопада - Лейбл: Universal - Формат: Digital download, CD         | 1       | NZ: 2× Platinum |
| 2015 | Blood to Bone - Реліз: 26 червня - Лейбл: Universal - Формат: Digital download, CD           | 1       |                 |
| 2018 | Ivory - Реліз: 6 квітня - Лейбл: Island Records Australia - Формат: Digital download, CD, LP | 11      |                 |

### Сингли
| Рік  | Назва                 | Чарт NZ | Сертифікації (обсягу продажів) | Альбом        |
| ---- | --------------------- | ------- | ------------------------------ | ------------- |
| 2008 | «Under My Skin»       | 10      |                                | Extended Play |
| 2009 | «Oh My»               | 4       | NZ: Platinum                   | Holy Smoke    |
| 2009 | «I Do»                | 14      | NZ: Gold                       | Holy Smoke    |
| 2010 | «Hey Ho»              | 21      |                                | Holy Smoke    |
| 2010 | «Too Late for Lovers» | —       |                                | Holy Smoke    |
| 2011 | «Black Sheep»         | 13      | NZ: Gold                       | Gravel & Wine |

#### As featured artist
| Рік  | Назва                       | Чарт NZ | Сертифікації (обсягу продажів) | Альбом      |
| ---- | --------------------------- | ------- | ------------------------------ | ----------- |
| 2009 | «Brother» (with Smashproof) | 1       | NZ: 2x Platinum                | The Weekend |

## Нагороди та номінації
| Рік  | Нагорода                 | Категорія                                                                  | Результат |
| ---- | ------------------------ | -------------------------------------------------------------------------- | --------- |
| 2009 | New Zealand Music Awards | Vodafone Single of the Year («Brother») (Smashproof featuring Gin Wigmore) | Номінація |
| 2009 | New Zealand Music Awards | Highest Selling Single («Brother») (Smashproof featuring Gin Wigmore)      | Перемога  |
| 2010 | New Zealand Music Awards | Vodafone's People's Choice Award                                           | Номінація |
| 2010 | New Zealand Music Awards | Mazda Best Female Solo Artist                                              | Номінація |
| 2010 | New Zealand Music Awards | Vodafone Single of the Year («Oh My»)                                      | Номінація |
| 2010 | New Zealand Music Awards | Best Pop Album                                                             | Перемога  |
| 2010 | New Zealand Music Awards | Vodafone Album of The Year («Holy Smoke»)                                  | Перемога  |
| 2010 | New Zealand Music Awards | Breakthrough Artist Of The Year                                            | Перемога  |
| 2010 | New Zealand Music Awards | Highest Selling Album Holy Smoke                                           | Перемога  |

### Відеокліпи
| Рік  | Назва                 | Режисер(и)       |
| ---- | --------------------- | ---------------- |
| 2008 | «These Roses»         | Special Problems |
| 2008 | «Under My Skin»       | Special Problems |
| 2008 | «S. O. S.»            | Dan Reisinger    |
| 2009 | «Brother»             | Chris Graham     |
| 2009 | «Oh My»               | Stuart Gosling   |
| 2009 | «I Do»                | Gemma Lee        |
| 2010 | «Hey Ho»              | Moh Azima        |
| 2010 | «Too Late for Lovers» | Moh Azima        |
| 2011 | «Black Sheep»         | Sean Gilligan    |
| 2012 | «Man Like That»       | Sean Gilligan    |